# Tamsin Egerton
Tamsin Egerton (* 26. November 1988 in Hampshire als Tamsin Egerton Dick) ist eine britische Schauspielerin und Model.

## Leben und Karriere
Egerton ist seit ihrem achten Lebensjahr Mitglied der Royal Shakespeare Company. Für diese stand sie als Mary in Der geheime Garten auf der Bühne.
Seit ihrem dreizehnten Lebensjahr steht Egerton ebenfalls vor der Kamera. Ihre erste Filmrolle hatte sie 2001 in dem Fernsehfilm Die Nebel von Avalon als junge Morgaine. Es folgten kleinere Nebenrollen in Filmen wie Mord im Pfarrhaus oder Driving Lessons – Mit Vollgas ins Leben. Ihre Rolle in Eragon – Das Vermächtnis der Drachenreiter (2006) fiel dem Filmschnitt zum Opfer. 2010 spielte Egerton die Hauptrolle der Cassandra in dem Thriller 4.3.2.1. In der britischen Fernsehserie Camelot war sie 2011 als Guinevere zu sehen.
Egerton ist Mutter von vier Kindern. Ende November 2015 bekam sie eine Tochter. Der Vater des Kindes, das in London geboren wurde, ist der US-amerikanische Schauspieler Josh Hartnett. Im August 2017 wurde das zweite Kind des Paares geboren, im Jahr 2019 das dritte Kind, später ein viertes.

## Filmografie (Auswahl)
- 2001: Die Nebel von Avalon (The Mists of Avalon, Miniserie)
- 2002: Napoleon (Napoléon, Miniserie)
- 2002–2003: Sir Gadabout: The Worst Knight in the Land (Fernsehserie, 20 Folgen)
- 2004: Sherlock Holmes – Der Seidenstrumpfmörder (Sherlock Holmes and the Case of the Silk Stocking, Fernsehfilm)
- 2005: Mord im Pfarrhaus (Keeping Mum)
- 2006: Driving Lessons – Mit Vollgas ins Leben (Driving Lessons)
- 2006: Silent Witness (Fernsehserie, 2 Folgen)
- 2006: Eragon – Das Vermächtnis der Drachenreiter (Eragon)
- 2007: The Abbey (Fernsehfilm)
- 2007: Die Girls von St. Trinian (St Trinian’s)
- 2009: Knife Edge – Das zweite Gesicht (Knife Edge)
- 2009: Die Girls von St. Trinian 2 – Auf Schatzsuche (St Trinian’s 2: The Legend of Fritton’s Gold)
- 2010: 4.3.2.1
- 2010: Huge
- 2011: Powder Girl (Chalet Girl)
- 2011: Camelot (Fernsehserie, 10 Folgen)
- 2013: The Look of Love
- 2013: Grand Piano – Symphonie der Angst (Grand Piano)
- 2014: Queen and Country
- 2014: Love, Rosie – Für immer vielleicht (Love, Rosie)
- 2015: The Lovers
- 2015: Killing Jesus (Fernsehfilm)
- 2016: Der Spion und sein Bruder (Grimsby)
- 2019: Balance, Not Symmetry